# 乔达乡
乔达乡，是中华人民共和国新疆维吾尔自治区和田地區皮山县下辖的一个乡镇级行政单位。

## 行政区划
乔达乡下辖以下地区：
色外特恰喀村、果拉村、古勒巴格村、亚依勒干村、结依乃克村、恰尔巴格村、阿亚格乔达村、乔达兰干村、巴什布拉克村、巴什拉克北纳木村和乔达农场村。